# Zoopraxiskop

Bildfolge eines galoppierenden Rennpferds (Eadweard Muybridge 1887)

Das Zoopraxiskop ist ein 1879 von Eadweard Muybridge entwickeltes Projektionsgerät für chronofotografisch erzeugte Bilder. Dabei handelt es sich um ein scheibenförmiges Stroboskop, mit dem sich eine Bilderserie mit Hilfe einer Glühlampe auf eine Leinwand projizieren lässt.
Muybridge war es 1877 erstmals gelungen, die einzelnen Bewegungsphasen eines Pferdes in schnellem Trab in hinreichend scharfen Bildern festzuhalten, nachdem er 1873 von Leland Stanford, dem ehemaligen Gouverneur von Kalifornien und späteren Begründer der Stanford University, einem Pferdenarren und Liebhaber der Populärwissenschaften, vermutlich im Zuge einer öffentlichen Wette zu dem Beweis herausgefordert worden war, dass es einen Moment gebe, in dem sich alle vier Hufe in der Luft befinden. Dazu stellte Muybridge zwölf Kameras entlang einer Pferderennbahn auf, die durch das Voranschreiten des Pferdes mittels Kontaktdrähten ausgelöst wurden.
Zur Vorbereitung einer Vortragsreise durch die gesamte USA entwickelte er danach das Zoopraxiskop, um die einzelnen Bilder in schneller Folge hintereinander vorführen zu können, und wurde damit zu einem der Pioniere der Filmgeschichte.

Gezeichnetes Maultier (Eadweard Muybridge 1893)

## Zeittafel
- ab 1600: Daumenkino – Abblätterbuch mit Einzelbildern
- ab 1671: Laterna magica – Zauberlaterne: frühes Gerät zur Bildprojektion
- ab 1825: Thaumatrop – Wunderscheibe mit zwei Fäden
- ab 1830: Phenakistiskop – Phantaskop, Wunderrad oder Lebensrad
- ab 1832: Stroboskop – Zauberscheiben: Blitzgerät
- ab 1834: Zoetrop – Wundertrommel mit Schlitzen
- ab 1861: Mutoskop – Stereoanimationsblätterer per Stroboskop
- ab 1877: Praxinoskop – Elektrischer Schnellseher mittels Spiegelanordnung
- ab 1879: Zoopraxiskop – Projektionsgerät für chronofotografisch erzeugte Reihenbilder
- ab 1880: Kaiserpanorama – populäres Massenmedium mit stereoskopischen Bilderserien
- ab 1886: Elektrotachyscop – Projektionsgerät für Reihenbilder
- ab 1891: Kinetoskop – erster Filmbetrachter